# Ivanteevka
Ivanteyevka (ru. Ивантеевка) este un oraș din Regiunea Moscova, Federația Rusă și are o populație de 51.454 locuitori.